# Kazaški jezik
Kazaški jezik ili kazahski jezik (kazakh, kaisak, kazak, kosach, qazaq; ISO 639-3: kaz), altajski jezik zapadne skupine turkijskih jezika, kojim govori preko osam milijuna ljudi u nekoliko azijskih zemalja, poglavito u Kazahstanu (5 290 000; popis 1979.), a ostali u Kini (1 250 000; popis 2000.), Uzbekistanu (808 000), Mongoliji (182 000; Johnstone and Mandryk 2001), Iranu (3 000; 1982), Afganistanu (2 000; 2000), 600 u Turskoj, u provincijama Kayseri, Manisa (grad Salihli) i gradu Istanbulu.
Ima nekoliko dijalekata: sjeveroistočni, zapadni i južni. Piše se na latinici u Turskoj, ćirilici u Kazahstanu (gdje je nacionalni jezik) i Mongoliji, i na arapskom u Iranu i Kini.
Etnička grupa zove se Kazahi ili Kazasi (polunomadski stočari)

## Abeceda
А а	Ә ә	Б б	В в	Г г	Ғ ғ	Д д	Е е	Ё ё
Ж ж	З з	И и	Й й	К к	Қ қ	Л л	М м	Н н
Ң ң	О о	Ө ө	П п	Р р	С с	Т т	У у	Ұ ұ
Ү ү	Ф ф	Х х	Һ һ	Ц ц	Ч ч	Ш ш	Щ щ	Ъ ъ
Ы ы	І і	Ь ь	Э э	Ю ю	Я я

## Vanjske poveznice
- kazaška wikipedija
- Ethnologue (14th)
- Ethnologue (15th)
- kazahski (kazaški) jezik